# Пак Ханбёль
Пак Ханбёль (кор. 박한별, род. 17 ноября 1984 года в Сеуле, Республика Корея) — южнокорейская актриса и модель.

## Биография
Будучи студенткой школы искусств Анян, Ханбёль опубликовала в интернете свои фотографии, став онлайн знаменитостью из-за её близкого физического сходства с актрисой Чон Джихён. В 2003 году дебютировала в фильме ужасов «Шёпот стен 3».
16 декабря 2011 года Пак Ханбёль провела встречу в ресторане в Итхэвоне по поводу выпуска книги о своей жизни «Park Han Byul’s Tip Story».
В 2002—2014 годах встречалась с корейским певцом Se7en. В 2011 году речь шла о свадьбе, но в итоге она не состоялась. В декабре 2014 года было распространено заявление, что пара рассталась.
24 ноября 2017 года появилась информация, что Ханбёль в 2017 году вышла замуж, имя мужа не раскрывалось. 30 апреля 2018 года она родила сына.

## Фильмография
| Год  |     | Русское название            | Оригинальное название  | Роль     |
| ---- | --- | --------------------------- | ---------------------- | -------- |
| 2003 | ф   | Шёпот стен 3                | 여고괴담 3 - 여우 계단 | Ким Сохи |
| 2006 | мтф | Безумная парочка            | 환상의 커플            | О Югён   |
| 2009 | ф   | Йога                        | 요가학원               | Ёнджу    |
| 2010 | мтф | Моя леди                    | 오! 마이 레이디        | Хон Юра  |
| 2011 | ф   | Мое маленькое чёрное платье | 마이 블랙 드레스       | Хйеджи   |
| 2012 | ф   | Две луны                    | 두 개의 달             | Сохи     |
| 2014 | ф   | Примерная дочь Хана         | 잘 키운 딸 하나        | Хана     |